# Manuel Rocha (jornalista)
Manuel Rocha (m. 12 de Fevereiro de 2023), foi um jornalista português. Teve uma carreira destacada na emissora Rádio Televisão Portuguesa.

## Biografia
Exerceu como jornalista, tendo iniciado a sua carreira na Rádio Renascença. Foi director de Informação da Rádio Televisão Portuguesa entre 1995 e 1996. Teve um grande impacto no desenvolvimento da televisão pública em Portugal, principalmente na divisão do Porto da RTP, nos princípios da década de 1990.
Também dirigiu o canal de televisão RTP Memória desde o início das emissões, em 4 de Outubro de 2004. Entrevistado pelo jornal Público em 2005, revelou as dificuldades encontradas em encontrar conteúdos, uma vez que o arquivo da estação, embora fosse muito rico, esteve «durante 40 anos praticamente abandonado», levando ao desaparecimento de grande parte do material histórico. Em 21 de Dezembro desse ano, o Público noticiou que Manuel Rocha iria abandonar a Rádio Televisão Portuguesa, no âmbito de um processo de rescisões voluntárias, tendo trabalhado naquela emissora durante cerca de 25 anos. Afirmou que a saída tinha sido por razões pessoais, acrescentando que «considero que cumpri com a minha obrigação de lançar o canal e de atingir os objectivos pretendidos, que foram até ultrapassados».
Faleceu em 12 de Fevereiro de 2023, aos 75 anos de idade. Estava casado com a jornalista Fátima Campos Ferreira. Na sequência da sua morte, o Presidente da República, Marcelo Rebelo de Sousa, emitiu uma nota de pesar, onde destacou a sua «relevante carreira na rádio e na televisão, em particular na RTP, onde foi Diretor de Informação». Em 12 de Fevereiro de 2024 foi homenageado pelo apresentador Júlio Isidro no seu programa Inesquecível, recordando-o como «um profissional de comunicação social que deixou assinatura por onde passou. Primeiro a rádio, depois a televisão, Manuel Rocha está na galeria dos mais ativos e intervenientes trabalhadores desta forma de vida que é comunicar».